# Joseph Valentine
Joseph A. Valentine (New York, 24 luglio 1900 – Cheviot Hills, 18 maggio 1949) è stato un direttore della fotografia statunitense.
Italoamericano, nato col nome di Giuseppe Valentino, fu attivo dalla metà degli anni '20 alla fine degli anni '40, prendendo parte a numerosi lavori ottenendo nella sua carriera cinque candidature ai Premi Oscar nella categoria migliore fotografia vincendo con Giovanna d'Arco assieme a William V. Skall e Winton Hoch. 

## Filmografia parziale

### Cinema
- Settimo cielo (Seventh Heaven), regia di Frank Borzage (1927)
- Take a Chance, regia di Monte Brice e Laurence Schwab (1933)
- L'allegro inganno (The Gay Deception), regia di William Wyler (1935)
- Ali nella bufera (Wings over Honolulu), regia di H.C. Potter (1937)
- Pazza per la musica (Mad About Music), regia di Norman Taurog (1938)
- Il primo bacio (First Love), regia di Henry Koster (1939)
- Parata di primavera (Spring Parade), regia di Henry Koster (1940)
- Mia bella pollastrella (My Little Chickadee), regia di Edward F. Cline (1940)
- Una ragazza per bene (Nice Girl?), regia di William A. Seiter (1941)
- Sabotatori (Saboteur), regia di Alfred Hitchcock (1942)
- L'ombra del dubbio (Shadow of a Doubt), regia di Alfred Hitchcock (1943)
- Conta solo l'avvenire (Tomorrow Is Forever), regia di Irving Pichel (1946)
- Nodo alla gola (Rope), regia di Alfred Hitchcock (1948)
- Giovanna d'Arco (Joan of Arc), regia di Victor Fleming (1949)
- Questo me lo sposo io (Bride for Sale), regia di William D. Russell (1949)